# Malia (Name)
Malia ist ein weiblicher Vorname und Familienname.

## Herkunft und Bedeutung
Beim Vornamen Malia handelt es sich um die hawaiische Variante von Maria. Darüber hinaus ist Malia eine eigenständige Kurzform von Amalia.

## Verbreitung
In den Vereinigten Staaten ist der Name Malia relativ selten. In den 1990er Jahren stieg er in den Vornamenscharts auf, wurde jedoch nicht sehr häufig vergeben. Im Jahr 2009 nahm die Popularität des Namens plötzlich zu. Stand der Name im Vorjahr noch auf Rang 344 der Vornamenscharts, erreichte er ein Jahr später mit Rang 192 seine bislang einzige Platzierung unter den 200 meistgewählten Mädchennamen des Landes. Im Jahr 2010 fiel er wieder auf Rang 301 ab und sank in den darauffolgenden Jahren weiterhin leicht. Die Spitze lässt sich vermutlich auf den Wahlsieg Barack Obamas zum Präsidenten zurückführen, dessen Tochter diesen Namen trägt. In der zweiten Hälfte der 2010er Jahre nahm die Beliebtheit des Namens erneut zu. Malia stand zuletzt auf Rang 264 der Vornamenscharts.
Auch in Frankreich lässt sich im Jahr 2009 eine Spitze in der Popularität des Namens feststellen. Er sprang von Rang 494 der Vornamenscharts auf Rang 314, nur um im darauffolgenden Jahr auf Rang 448 abzusinken. Nachdem der Name Malia die Hitliste der 500 meistgewählten Mädchennamen im Jahr 2011 wieder verlassen hatte, erreichte er sie vier Jahre später erneut und gewann an Beliebtheit. Im Jahr 2022 erreichte er mit Rang 178 erstmals die Top-200 der Vornamenscharts.
Seit dem Jahr 2018 zählt Malia in der Schweiz zu den 100 beliebtesten Mädchennamen. Zuletzt belegte er Rang 50 der Hitliste (Stand 2022).
In Deutschland kam der Name Malia im Jahr 2009 in Mode. In diesem Jahr erreichte er Rang 188 der Vornamenscharts. In den darauffolgenden Jahren sank die Beliebtheit des Namens zunächst, seit 2012 befindet sich der Name jedoch im Aufwärtstrend. Seit 2017 zählt der Name zur Top-100 der Vornamenscharts. Im Jahr 2023 erreichte er Rang 26 der Hitliste.

## Varianten
Bei Malea handelt es sich um die anglisierte Schreibweise von Malia.
Für weitere Varianten: siehe Maria#Varianten bzw. Amalie#Varianten

## Namensträger

### Vorname
- Malia Baker (* 2006), botswanisch-kanadische Schauspielerin
- Malia (* 1978), britisch-malawische Jazz-Sängerin
- Malia Metella (* 1982), französische Schwimmerin
- Malia Steinmetz (* 1999), neuseeländische Fußballspielerin

Weiterer Vorname
- Zoë Malia Moon (* 2003), deutsche Kinderdarstellerin im Fernsehen
- Dewi Malia Prawiradilaga (* 1955), indonesische Ornithologin

### Familienname
- Liz Malia (* 1949), US-amerikanische Politikerin
- Martin Malia (1924–2004), US-amerikanischer Historiker